# یواس‌اس پوپویز (اس‌اس-۱۷۲)
یواس‌اس پوپویز (اس‌اس-۱۷۲) (به انگلیسی: USS Porpoise (SS-172)) یک زیردریایی بود که طول آن ۲۸۳ فوت ۰ اینچ (۸۶٫۲۶ متر) بود. این زیردریایی در سال ۱۹۳۵ ساخته شد.